# Tour de l’Avenir 2007
Die 44. Tour de l’Avenir fand vom 6. bis 15. September 2007 statt. Das Radrennen wurde in zehn Etappen über eine Distanz von 1.435 Kilometern ausgetragen. Es zählte zur UCI Europe Tour 2007 und ist in die Kategorie U23-Nations Cup eingestuft worden, an der nur Nationalmannschaften mit Fahrer der U23-Klasse starten durften.

## Etappen
| Etappe     | Tag           | Start – Ziel                       | km       | Etappensieger      | Führender         |
| ---------- | ------------- | ---------------------------------- | -------- | ------------------ | ----------------- |
| 1. Etappe  | 6. September  | Belle-Île-en-Mer                   | 148,5    | Stéphane Poulhiès  | Stéphane Poulhiès |
| 2. Etappe  | 7. September  | Quiberon – Saint-Jean-la-Poterie   | 164,5    | Dario Cataldo      | Stéphane Poulhiès |
| 3. Etappe  | 8. September  | Pipriac – Cholet                   | 138      | Kristof Vandewalle | Bauke Mollema     |
| 4. Etappe  | 9. September  | Cholet – Contres                   | 211,5    | Martin Kohler      | Bauke Mollema     |
| 5. Etappe  | 10. September | Sassay – Sassay                    | 24 (EZF) | Rafaâ Chtioui      | Tony Martin       |
| 6. Etappe  | 11. September | Contres – Saint-Amand-Montrond     | 143,5    | José Herrada       | Tony Martin       |
| 7. Etappe  | 12. September | Cérilly – Super-Besse              | 175      | Dario Cataldo      | Bauke Mollema     |
| 8. Etappe  | 13. September | Besse-et-Saint-Anastaise – Brioude | 134      | Nicolas Hartman    | Bauke Mollema     |
| 9. Etappe  | 14. September | Chomelix – Craponne-sur-Arzon      | 148      | Iwan Rowny         | Bauke Mollema     |
| 10. Etappe | 15. September | Craponne-sur-Arzon – Saint-Flour   | 148      | Oleh Opryschko     | Bauke Mollema     |

## Trikots im Tourverlauf
Die Tabelle zeigt den Führenden in der jeweiligen Wertung zu Beginn der jeweiligen Etappe an.
| Etappe      | Gelbes Trikot     | Grünes Trikot     | Gepunktetes Trikot | Teamwertung |
| ----------- | ----------------- | ----------------- | ------------------ | ----------- |
| 02. Etappe  | Stéphane Poulhies | Stéphane Poulhies | Stéphane Poulhies  | Niederlande |
| 03. Etappe  | Stéphane Poulhies | Dario Cataldo     | Marco Coledan      | Niederlande |
| 04. Etappe  | Bauke Mollema     | Bauke Mollema     | Marco Coledan      | Dänemark    |
| 05. Etappe  | Bauke Mollema     | Bauke Mollema     | Marco Coledan      | Dänemark    |
| 06. Etappe  | Tony Martin       | Bauke Mollema     | Marco Coledan      | Dänemark    |
| 07. Etappe  | Tony Martin       | Dario Cataldo     | Marco Coledan      | Dänemark    |
| 08. Etappe  | Bauke Mollema     | Dario Cataldo     | Dario Cataldo      | Dänemark    |
| 09. Etappe  | Bauke Mollema     | Dario Cataldo     | Dario Cataldo      | Dänemark    |
| 010. Etappe | Bauke Mollema     | Bauke Mollema     | Dario Cataldo      | Dänemark    |
| Sieger      | Bauke Mollema     | Dario Cataldo     | Dario Cataldo      | Dänemark    |